# Eupithecia lugubriaria
Eupithecia lugubriaria är en fjärilsart som beskrevs av Swinhoe 1904. Eupithecia lugubriaria ingår i släktet Eupithecia och familjen mätare. Inga underarter finns listade i Catalogue of Life.